# منارة كابو راسو
منارة كابو راسو هي منارة برتغالية نشطة تقع في حصن ساو براس في سانكسيتي، بالقرب من كاشكايش في منطقة لشبونة.

## نبذة
هو برج معدني أسطواني أحمر ارتفاعه 13 متر به فانوس وشرفة ومباني تابعه له.

## روابط خارجية
- الموقع الرسمي للسياح
- Municipality website (Portuguese only)
- local cascais directory